# Жоден справжній шотландець
«Жо́ден спра́вжній шотла́ндець» (англ. No true Scotsman) — помилка побутової логіки, спроба ad hoc зберегти в силі необґрунтоване загальне твердження. Полягає у тому, що коли деякий контрприклад спростовує загальне твердження, замість його спростування або відмови від вихідного загального твердження, суб'єкт твердження змінюється так, щоб виключити цей специфічний випадок або інші подібні за допомогою риторики, без посилань на будь-які наявні об'єктивні правила («жоден справжній шотландець такого би не зробив»).

## Походження
Введення цього терміна приписується філософові Ентоні Флю, який написав у своїй книзі 1975 року видання «Thinking About Thinking: Do I sincerely want to be right?» («Роздуми про міркуванні: чи я справді хочу бути правим?»).
Уявіть собі Гаміша Мак-Дональда, звичайного шотландця, що сидить зі своєю газетою Ґлазґо Морнінґ Геральд і читає статтю «Брайтонський сексуальний маніяк знову нападає». Гаміш шокований і проголошує: «Жоден шотландець не зробив би нічого подібного». Наступного дня він знову читає свою Ґлазґо Морнінґ Геральд і цього разу натикається на статтю про якогось чоловіка з Абердина (Шотландія), порівняно з жорстокістю якого брайтонський маніяк здається просто джентльменом. Цей факт показує, що Гаміш помилявся, але чи збирається він визнати це? Не схоже. Натомість він каже: «Але жоден справжній шотландець не зробив би нічого подібного.» (Ентоні Флю)  Thinking About Thinking 
Спрощено це можна передати так:
Аліса: Усі шотландці обожнюють гаґґіс.
Боб: Мій дядько шотландець, але він не любить гаґґіс!
Аліса: Так, але справжні шотландці обов'язково люблять гаґґіс.
Коли вираз «Будь-який А має ознаку Б» інтерпретується таким чином, щоб виключити тих А, що не мають ознаки Б, це є формою спотворення суті питання. Результат тоді залежить від того, як визначати «справжних А».
Есеїст Спенґлер порівнює різницю між «зрілими» демократіями, що ніколи не розв'язують воєн, та демократіями «молодими», які можуть їх розв'язати, з логічною хибою «справжнього шотландця», тому що згідно з теорією демократичного світу, жодна справжня демократія не може розпочати війну.